# Ciclismo en pista

El ciclismo en pista o también conocido como carreras sobre pista es un deporte de ciclismo que se caracteriza por disputarse en un velódromo, los cuales actualmente tienen una medida del óvalo de 250 metros siempre las medidas son múltiplo del kilómetro. (anteriormente eran 500 y de 333 m) con bicicletas para sprints, donde el eje pedalier suele estar situado más alto que en las bicicletas  de carretera, para que los pedales no golpeen el suelo de la pista. A diferencia de las bicicletas para ruta, las bicicletas para pista no tienen frenos ni cambios, tienen piñón fijo, es decir, los pedales se seguirán moviendo hasta que se detenga la rueda, como en las bicicletas de spinning, logrando frenar aplicando ligeramente un poco de fuerza para el lado contrario del pedaleo. Se considera que la primera carrera en pista fue la de los Seis Días de Londres, creados en 1878.

## Pruebas de ciclismo en pista

### Velocidad individual
Esta prueba tiene dos fases, siendo la primera de ellas de Clasificación, y la segunda un torneo de rondas de Eliminación. La fase de Clasificación consiste en un sprint individual de 200 metros lanzados con aceleración previa de varias vueltas al velódromo dependiendo de la longitud de este. Según la clasificación de estos 200 metros se hace una lista de emparejamientos (el mejor tiempo contra el último, el segundo contra el penúltimo, etc.) para llevar a cabo la fase de Eliminación. En cada una de las rondas participan 8 ciclistas, aunque dependiendo del número total de participantes, y de la organización del campeonato pueden ser hasta 4 ciclistas. Tras recorrer 3 vueltas se clasifica para la siguiente ronda el ciclista que cruce la meta en primer lugar. Suele haber rondas de repesca para completar las clasificaciones. Las rondas de eliminación son una mezcla de fuerza y táctica, con una primera parte muy lenta (a veces llegan los ciclistas a detener totalmente la bicicleta) intentando cada corredor engañar al contrario para finalmente lanzar el sprint en condiciones ventajosas.

### Velocidad por equipos
Prueba anteriormente conocida como velocidad Olímpica en la que un equipo de 3 integrantes, tanto en  masculino como en femenino, realizan un sprint sin impulso previo. Cuando el ciclista de la primera posición concluye la primera vuelta al velódromo, este les permite el paso a sus 2 compañeros, que vienen en fila atrás de él; abriéndose a la parte alta del velódromo. El segundo ciclista junto con el tercero detrás de él recorren la segunda vuelta y este le da el paso al tercer ciclista, el cual al concluir la tercera vuelta termina la prueba; esta prueba tiene repechajes y así se consigue un ganador por mejor tiempo; masculinos tres vueltas y femenino dos vueltas.

### Kilómetro contrarreloj
Prueba que recorre 1000 metros (500 m para la prueba femenina) en la cual el ciclista tiene que arrancar de parado, sin aceleración previa, partiendo desde la salida controlada por una máquina sincronizada con el cronómetro. Dicha máquina impide el movimiento del ciclista hasta que el tiempo se pone en marcha. Esta prueba siempre es final directa, sin clasificaciones previas ni repescas, ya que se la considera una de las más extenuantes.

### Persecución individual
Prueba donde dos corredores se enfrentan cada uno saliendo desde las contrametas del velódromo (puntos opuestos), sobre una distancia determinada. Para los hombres es de 4000 metros y para las mujeres 3000 metros. La primera fase es clasificatoria donde los 4 mejores tiempos clasifican a las finales, de las finales el vencedor es aquel que alcance al otro corredor o, en su defecto, el que registre el menor tiempo en recorrer la distancia total.

### Persecución por equipos
Prueba donde se enfrentan dos equipos compuestos por cuatro ciclistas en categoría masculina y tres ciclistas en categoría femenina. Los equipos toman la salida en dos puntos opuestos de la pista y recorren una distancia de 4 km. Gana el equipo que registre mejor tiempo cronometrándose el paso de la quinta rueda del equipo por la meta o aquel cuyo tercer corredor relegue al tercer corredor del conjunto contrario.

### Puntuación
La carrera a puntos es una especialidad en la cual la clasificación final se establece por los puntos ganados y acumulados por los corredores en los sprints y por vuelta ganada. La distancia a recorrer dependerá de la categoría de los corredores. En pistas de 250 metros o menos, los sprints intermedios se disputarán cada 10 vueltas. La prueba se correrá sobre un múltiplo de 10 vueltas. En las otras pistas los sprints intermedios se disputarán después de cada número de vueltas equivalente a la distancia más próxima a dos kilómetros.
Se atribuyen 5 puntos al primer corredor de cada sprint, 3 puntos al segundo, 2 puntos al tercero y un 1 punto al cuarto. Los puntos conseguidos en el último sprint después de cubrir la distancia completa serán doblados (10, 6, 4, 2 puntos). Si un corredor gana una vuelta sobre el pelotón principal obtiene 20 puntos, si un corredor pierde una vuelta sobre el pelotón principal pierde 20 puntos. En el caso de igualdad a puntos, será tenido en cuenta la plaza en el sprint final.

### Keirin
Prueba en la que varios corredores (6-8) disputan un sprint tras haber efectuado un determinado número de vueltas detrás de un lanzador en ciclomotor o en motocicleta hasta alcanzar los 50 km/h, momento en el que el lanzador abandona la pista y se produce dicho sprint (normalmente suele ser de 2,5 vueltas, aunque puede variar según la medida de la cuerda del velódromo, es una de las disciplinas de la pista en la que más accidentes ocurren por la velocidad y los roces entre los ciclistas. El Keirin  (競輪) se originó en Japón en 1948, siendo un deporte muy lucrativo, donde los espectadores realizan apuestas al estilo de las carreras de caballos. La primera competición olímpica de esta modalidad fue en los Juegos Olímpicos de Sídney 2000.

### Scratch
Prueba en línea en la cual un grupo de alrededor de 25 ciclistas compiten entre sí con conocimiento previo de las vueltas que dura la prueba. Las pruebas masculinas élite constan de 15 km y las femeninas élite de 10 km. Las posiciones se definen en el sprint final, teniendo en cuenta las posibles vueltas ganadas. Esta prueba es final, ya que no tiene repechajes.

### Ómnium
La prueba omnium es una competición múltiple en la que los participantes compiten entre sí en cuatro disciplinas diferentes, todas de resistencia. Los ciclistas deben tener la capacidad de combinar y ser competitivos en todas las disciplinas.
En los eventos de scratch, tempo y eliminación a cada ganador se adjudica 40 puntos, el segundo 38 puntos, el tercero 36 puntos, el cuarto 34 puntos y así sucesivamente. A los ciclistas que terminen en la posición 21 y por debajo se les otorga 1 punto. En la última prueba, la carrera de puntos, los ciclistas inician con los puntos acumulados durante los primeros tres eventos, pudiendo perder o ganar puntos según las vueltas ganadas o perdidas y los puntos ganados en los sprints de estas disciplinas. El ganador del Omnium será el corredor que haya obtenido el mayor número de puntos.
Para la categoría élite masculina, el omnium consta de las siguientes pruebas: 
- Scratch (10 km)
- Tempo (10 km)
- Eliminación (2 vueltas por cada competidor eliminado)
- Carrera por puntos (25 km)

Para la categoría élite femenina, el omnium consta de las siguientes pruebas: 
- Scratch (7,5 km)
- Tempo (7,5 km)
- Eliminación (2 vueltas por cada competidor eliminado)
- Carrera por puntos (20 km)

### Eliminación
Se trata de una prueba en que suelen participar entre 20 y 30 ciclistas. Se realiza una vuelta neutralizada y seguidamente empieza la carrera. Cada dos vueltas suena la campana que ordena un sprint, en el cual la rueda trasera del último competidor en pasar por la línea de meta queda eliminado, así hasta que queden solo dos ciclistas quienes en un sprint final deciden el ganador final de la prueba.

### Carreras de los Seis Días
De noviembre a marzo, los mejores corredores de Europa se ganan la vida corriendo en pistas de interior. Los modernos Seis Días no son tan extremadamente duros como las primitivas carreras realizadas a partir de 1896, donde los ciclistas se pasaban pedaleando seis días corridos, cubriendo distancias de aproximadamente 3300 km, con solamente breves paradas para dormir y recibir masajes. Los modernos Seis Días son más civilizados y duran solamente ocho horas por día. La carrera Madison a continuación es el sucesor «americano» de las carreras de los Seis Días.

### Madison o Americana

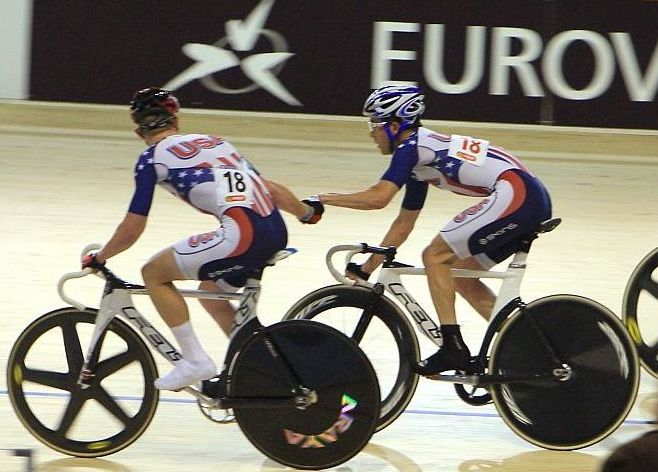
Dos ciclistas haciendo el relevo en una prueba Madison.

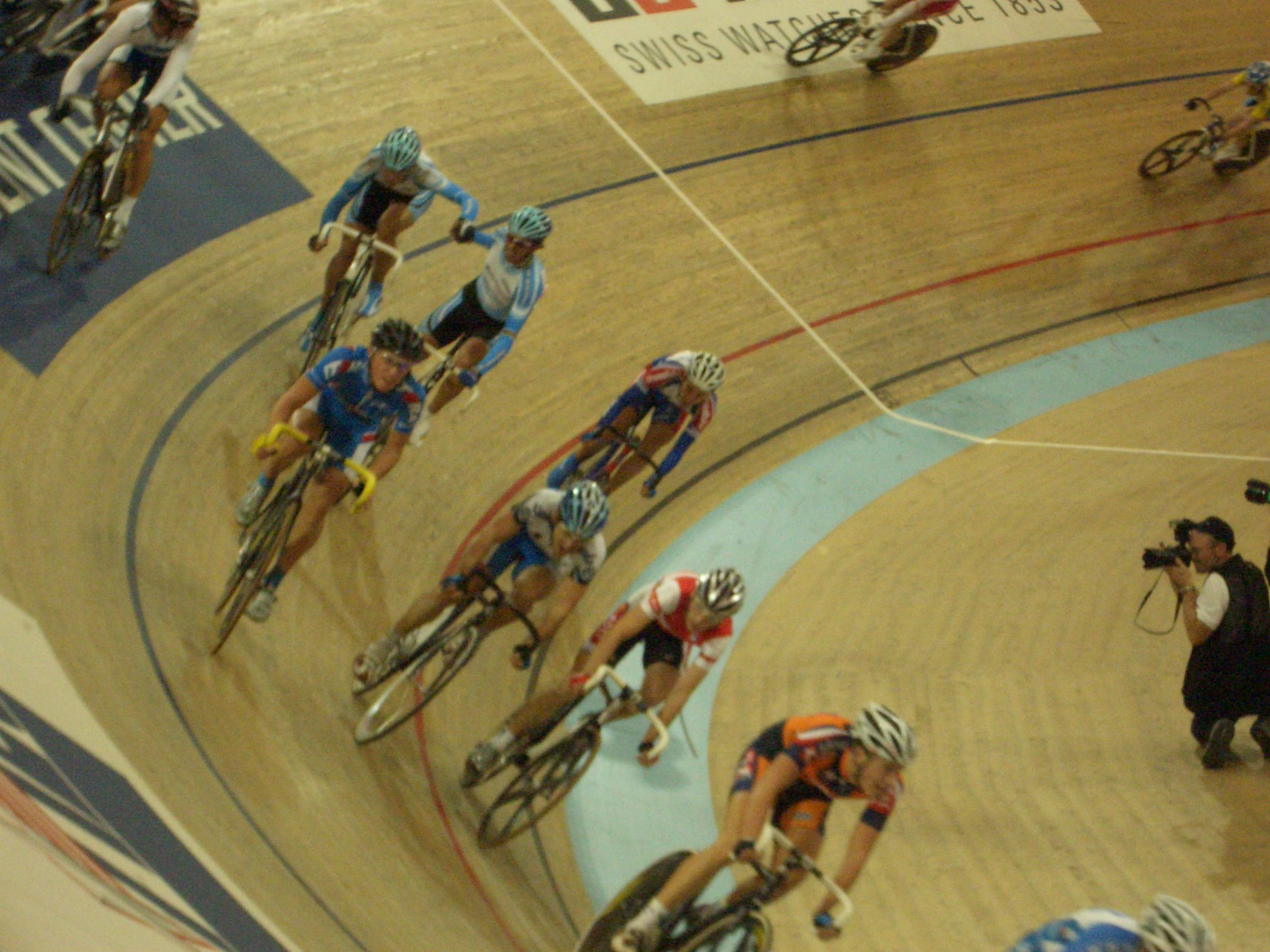
Prueba de Madison.

Las carreras Madison, también conocido como la Americana, es el acontecimiento central de las carreras de los Seis Días. Es una variación de la prueba de puntuación en la cual participan hasta 19 equipos de dos corredores, llegando a haber hasta 57 corredores sobre la pista. Se caracteriza por la forma en que se dan los «relevos», agarrándose del brazo del compañero y aprovechando para aumentar la aceleración con el impulso. La máxima longitud a cubrir es de 70 km, realizándose sprints cada 21 km y puntuando los cuatro primeros, de la misma manera que la prueba por puntos individual. Si se obtiene una vuelta de ventaja se gana por distancia. El puntaje del sprint intermedio es de (5, 3, 2, 1) respectivamente y en el sprint final de la última vuelta (10, 6, 4, 2). En el caso de igualar en la cantidad de vueltas se realiza la contabilidad de los puntos.
Es una prueba olímpica en la que en hombres dan 200 vueltas (50 km)y en mujeres 120 (30 km).

### La Hora
Esta prueba es individual y busca contabilizar la mayor cantidad de vueltas y por kilómetros recorridos, donde cada pedalista corre solo en el velódromo sin demás competidores, donde busca batir récord de distancia recorrida en una hora de tiempo.

## Principales competiciones

### Juegos Olímpicos
El ciclismo forma parte del programa olímpico desde la primera edición moderna de los Juegos Olímpicos de Atenas en 1896, cuando se celebraron 5 pruebas de pista (velocidad, sprint, 12 horas pista, 10 000 m y 100 km) y 1 prueba de ruta (87 km).
En los Juegos Olímpicos de Estocolmo 1912 solo se disputaron pruebas en la disciplina en ruta, única vez que ocurrió tal circunstancia.
Hasta los Juegos de Los Ángeles 1984 la participación fue solamente masculina. Las mujeres empezaron a participar en las pruebas de ruta en dichas olimpiadas y en las pruebas de pista en los Juegos de Seúl 1988.
Para implementar una igualdad de pruebas entre hombres y mujeres en Londres 2012 se establecieron 5 pruebas para ambos sexos: velocidad individual, velocidad por equipos, keirin, persecución por equipos y omniun.

### Mundiales
La UCI ha celebrado continuamente campeonatos mundiales en las diferentes especialidades del ciclismo en pista desde 1893. Hasta 1992 se celebraban competiciones por separado para ciclistas aficionados ("amateur") y ciclistas profesionales.

### Copa del Mundo
Anualmente se adjudican entre 3 y 6 pruebas, con sedes no fijas, con la máxima catalogación. En ellas se disputan la mayoría de pruebas de ciclismo en pista.